# Clive Churchill Medal

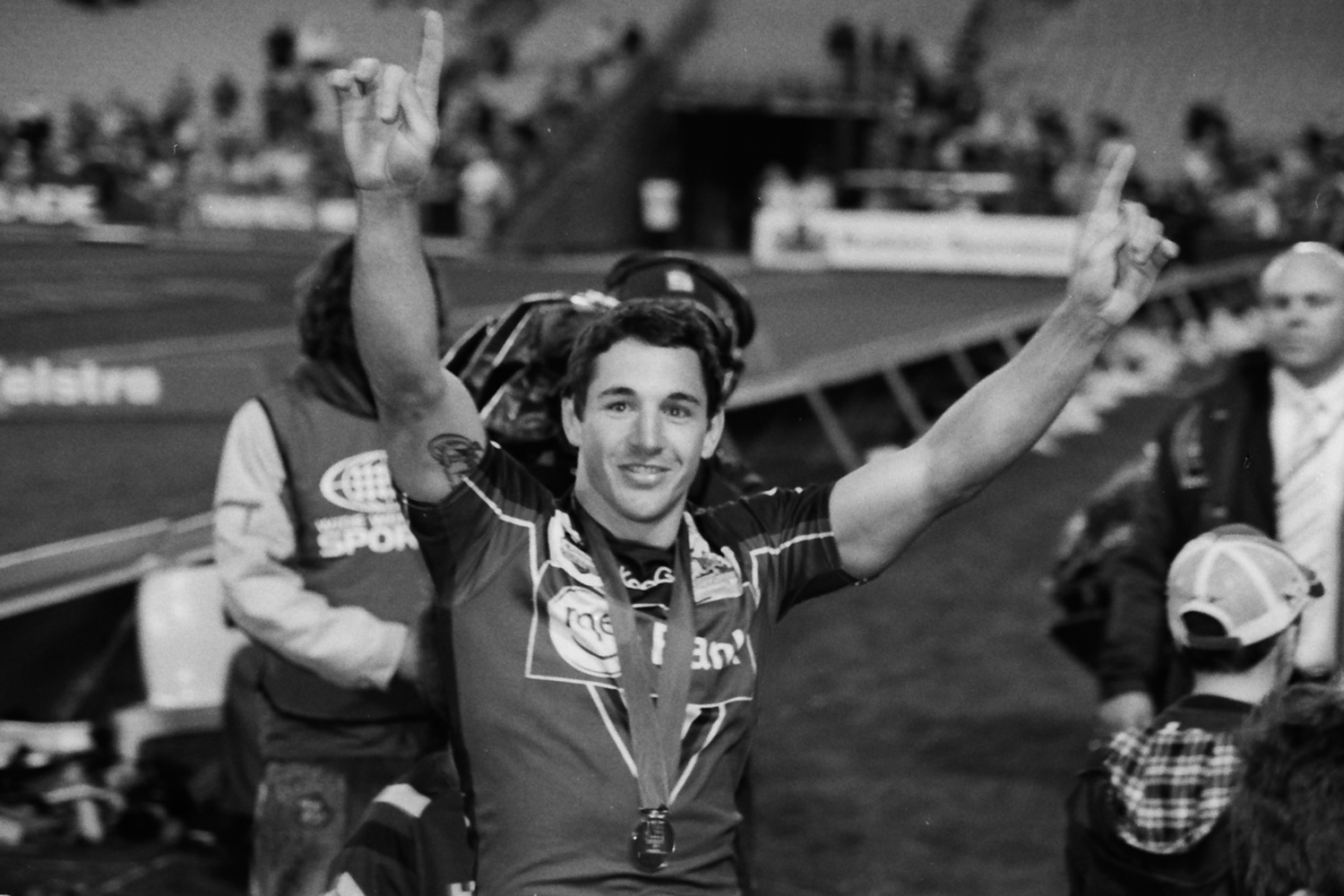
Billy Slater avec la Médaille Clive Churchill autour du cou en 2009, de nouveau lauréat en 2017

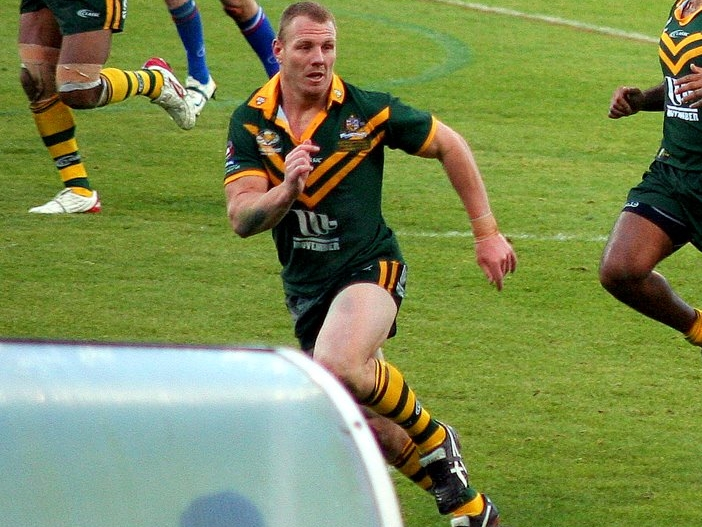
Luke Lewis, lauréat en 2016.

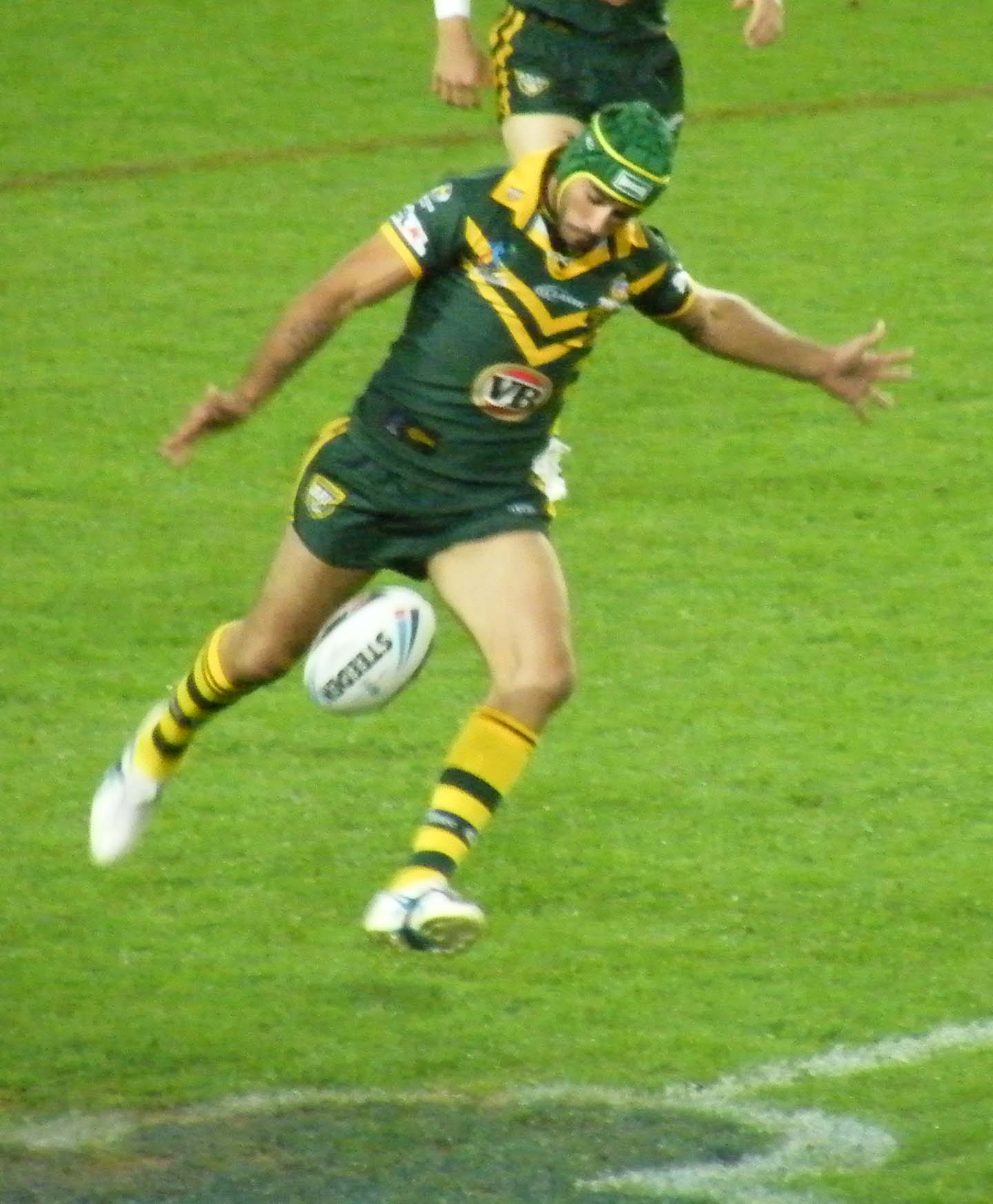
Johnathan Thurston, lauréat en 2015.

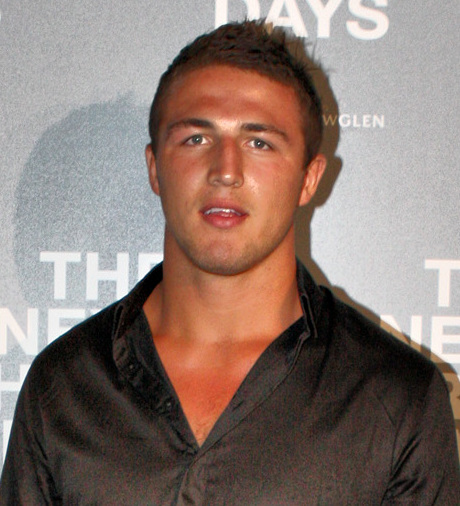
Sam Burgess, premier anglais lauréat en 2014.

La Clive Churchill Medal (ou « Médaille Clive Churchill ») est une distinction récompensant l'homme du match de la finale de la National Rugby League (ligue de rugby à XIII entre clubs australiens et néo-zélandais). Créé en 1986, il récompense alors l'homme du match de la finale du New South Wales Rugby League entre 1986 et 1994, puis de la finale de l'Australian Rugby League entre 1995 et 1997 et enfin depuis 1998 de la National Rugby League. Le nom de la récompense « Clive Churchill » est en hommage à un grand joueur de rugby à XIII australien qui a joué pour les South Sydney Rabbitohs et les Kangaroos (sélection australienne) dans les années 1950. Le jury, qui décerne cette récompense, est composé de sélectionneurs de l'équipe nationale d'Australie.

## Palmarès
| Année | Nom du joueur      | Club                                 | Poste            |
| ----- | ------------------ | ------------------------------------ | ---------------- |
| 1986  | Peter Sterling     | Parramatta                           | Demi de mêlée    |
| 1987  | Cliff Lyons        | Manly-Warringah                      | Demi d'ouverture |
| 1988  | Paul Dunn          | Canterbury Bulldogs                  | Pilier           |
| 1989  | Bradley Clyde      | Canberra Raiders                     | Troisième ligne  |
| 1990  | Ricky Stuart       | Canberra Raiders                     | Demi de mêlée    |
| 1991  | Bradley Clyde      | Canberra Raiders (perdant)           | Troisième ligne  |
| 1992  | Allan Langer       | Brisbane Broncos                     | Demi de mêlée    |
| 1993  | Brad Mackay        | St. George Dragons (perdant)         | Troisième ligne  |
| 1994  | David Furner       | Canberra Raiders                     | Deuxième ligne   |
| 1995  | Jim Dymock         | Sydney Bulldogs                      | Troisième ligne  |
| 1996  | Geoff Toovey       | Manly-Warringah                      | Demi de mêlée    |
| 1997  | Robbie O'Davis     | Newcastle Knights                    | Arrière          |
| 1998  | Gorden Tallis      | Brisbane Broncos                     | Deuxième ligne   |
| 1999  | Brett Kimmorley    | Melbourne Storm                      | Demi de mêlée    |
| 2000  | Darren Lockyer     | Brisbane Broncos                     | Arrière          |
| 2001  | Andrew Johns       | Newcastle Knights                    | Demi de mêlée    |
| 2002  | Craig Fitzgibbon   | Sydney Roosters                      | Deuxième ligne   |
| 2003  | Luke Priddis       | Penrith Panthers                     | Talonneur        |
| 2004  | Willie Mason       | Canterbury Bulldogs                  | Pilier           |
| 2005  | Scott Prince       | Wests Tigers                         | Demi de mêlée    |
| 2006  | Shaun Berrigan     | Brisbane Broncos                     | Talonneur        |
| 2007  | Greg Inglis        | Melbourne Storm                      | Demi d'ouverture |
| 2008  | Brent Kite         | Manly Sea Eagles                     | Pilier           |
| 2009  | Billy Slater       | Melbourne Storm                      | Arrière          |
| 2010  | Darius Boyd        | St. George Illawarra Dragons         | Arrière          |
| 2011  | Glenn Stewart      | Manly-Warringah Sea Eagles           | Troisième ligne  |
| 2012  | Cooper Cronk       | Melbourne Storm                      | Demi de mêlée    |
| 2013  | Daly Cherry-Evans  | Manly-Warringah Sea Eagles (perdant) | Demi de mêlée    |
| 2014  | Sam Burgess        | South Sydney Rabbitohs               | Troisième Ligne  |
| 2015  | Johnathan Thurston | North Queensland Cowboys             | Demi de mêlée    |
| 2016  | Luke Lewis         | Cronulla-Sutherland Sharks           | Deuxième ligne   |
| 2017  | Billy Slater       | Melbourne Storm                      | Arrière          |
| 2018  | Luke Keary         | Sydney Roosters                      | Demi d'ouverture |
| 2019  | Jack Wighton       | Canberra Raiders (perdant)           | Demi d'ouverture |
| 2020  | Ryan Papenhuyzen   | Melbourne Storm                      | Arrière          |
| 2021  | Nathan Cleary      | Penrith Panthers                     | Demi de mêlée    |
| 2022  | Dylan Edwards      | Penrith Panthers                     | Arrière          |
| 2023  | Nathan Cleary      | Penrith Panthers                     | Demi de mêlée    |
| 2024  | Liam Martin        | Penrith Panthers                     | Deuxième ligne   |

## Statistiques
Bradley Clyde, Billy Slater et Nathan Cleary sont les seuls joueurs à avoir remporté cette distinction à deux reprises.
Cette distinction est donnée à douze reprises à un demi de mêlée, à six reprises à un troisième ligne, sept reprises à un arrière, quatre reprises à un demi d'ouverture ou un deuxième ligne, à trois reprises à un pilier , à deux reprises à un talonneur. Jamais un centre ou un ailier n'a été récompensé.